# 紹洛伊·羅蘭
紹洛伊·羅蘭（匈牙利語：Sallai Roland；1997年5月22日—），匈牙利職業足球員，現效力土超球隊加拉塔沙雷。

## 榮譽
尼科西亞
- 賽普勒斯足球甲級聯賽冠軍 : 2017–18

## 外部連結
- Soccerway資料庫：紹洛伊·羅蘭